# Монро (округ, Огайо)
Шаблон:StateAbbr_ 39°44′ пн. ш. 81°05′ зх. д. / 39.73° пн. ш. 81.08° зх. д.
Округ  Монро (англ. Monroe County) — округ (графство) у штаті  Огайо, США. Ідентифікатор округу 39111. У 2020 році населення складало 13 385 осіб.

## Історія
Округ утворений 1813 року.

## Демографія
За даними перепису 
2000 року 
загальне населення округу становило 15180 осіб, зокрема міського населення було 340, а сільського — 14840.
Серед мешканців округу чоловіків було 7493, а жінок — 7687. В окрузі було 6021 домогосподарство, 4411 родин, які мешкали в 7212 будинках.
Середній розмір родини становив 2,96.
Віковий розподіл населення поданий у таблиці:
| Стать    | До 15 років | 15-21 | 22-29 | 30-39 | 40-49 | 50-65 | 65-85 | Понад 85 |
| -------- | ----------- | ----- | ----- | ----- | ----- | ----- | ----- | -------- |
| Чоловіки | 1474        | 708   | 560   | 1001  | 1173  | 1489  | 1002  | 86       |
| Жінки    | 1422        | 671   | 612   | 951   | 1167  | 1485  | 1175  | 204      |

## Суміжні округи
- Бельмонт — північ
- Маршалл, Західна Вірджинія — північний схід
- Ветзел, Західна Вірджинія — схід
- Тайлер, Західна Вірджинія — південний схід
- Вашингтон — південь
- Нобл — захід

## Виноски
1. ↑  Monroe County, Ohio - U.S. Census Bureau QuickFacts. census.gov. Процитовано 12 лютого 2025.
2. ↑  U.S. Decennial Census. United States Census Bureau. Архів оригіналу за 19 липня 2018. Процитовано 9 лютого 2015.
3. ↑  Historical Census Browser. University of Virginia Library. Архів оригіналу за 11 серпня 2012. Процитовано 9 лютого 2015.
4. ↑  Forstall, Richard L., ред. (27 березня 1995). Population of Counties by Decennial Census: 1900 to 1990. United States Census Bureau. Архів оригіналу за 24 липня 2017. Процитовано 9 лютого 2015.
5. ↑  Census 2000 PHC-T-4. Ranking Tables for Counties: 1990 and 2000 (PDF). United States Census Bureau. 2 квітня 2001. Архів оригіналу (PDF) за 18 грудня 2014. Процитовано 9 лютого 2015.
6. ↑  State & County QuickFacts. United States Census Bureau. Архів оригіналу за 6 червня 2011. Процитовано 9 лютого 2015.(англ.) Наведено за англійською вікіпедією.
7. ↑  American FactFinder. Бюро перепису населення США. Архів оригіналу за 26 лютого 2012. Процитовано 31 січня 2008.

| США | Це незавершена стаття з географії США. Ви можете допомогти проєкту, виправивши або дописавши її. |